# くるりん☆カフェ
『くるりん☆カフェ』は、ジー・モードより発売されたパズルゲーム。各種フィーチャーフォン版とAndroid版のほか、ジー・モードがNintendo Switch向けに展開する「G-MODEアーカイブス」の第3弾としても発売されている。

## 概要
舞台となるカフェを訪れる客の注文に次々と応えるため、場に並んだケーキやコーヒーなどのブロックを入れ替え同じものを3つ以上並べて消すマッチ3パズル形式のパズルを行う。操作するカーソルは2マス×2マス（または3マス×3マス）の大きさで、カーソルを時計回りか反時計回りに回転させることで内部のブロックの位置を変更する。
Android版は2011年4月1日に発売されたが、前月の3月11日に東日本大震災が発生したことを受け、収益金の全額を義援金として日本赤十字社を通じ寄付している。

## システム
メインのゲーム画面では8マス×8マスのフィールドに様々な絵柄のブロックが配置されている。前述のようにカーソルを操作して同じブロックを3つ以上揃えて消し、消滅後は下方向にブロックが詰められ新たなブロックが補充される。間を開けずに連続で消すことでコンボ状態となり得点が大きく上昇する。フィールド上には時折、点滅する「スペシャルブロック」が現れることがあり、これを消すと同じ絵柄のブロックが全て消滅する。
画面左には客が注文したメニューとその数が表示されており、既定数のブロックを消すことでノルマのクリアとなり次の客が訪れる。一方、制限時間切れでゲーム終了となる。
カーソルの仕様により以下の3つのモードがある。
- くるりん☆カフェ - 2×2のカーソルが1回転する。絵柄が揃うと1回転する前に回転が止まる。
- くるりん☆モーニング - 2×2のカーソルが1/4回転する。
- BAR☆KURURIN - 3×3のカーソルが1回転する。絵柄が揃うと1回転する前に回転が止まる。

ゲーム終了時に以下のアイテムが手に入ることがある。これらはゲームプレイ中に使用できる。
- ボーナスタイム - 一定時間、新たに追加されるブロックが2種類になる。
- 時間ストップ - 制限時間の経過が一時的に止まる。
- スペシャルたくさん - スペシャルブロックがフィールドに5個現れる。

## ゲームモード
くるりんモード
ステージクリア型のモード。あらかじめ指定された人数の注文に全て応えればクリアとなる。
チャレンジモード
2分間のプレイでのスコアを競うモード。オンラインランキングに対応している。このモードではアイテムを使用できない。
とことんモード
ノルマを連続でこなしていくモード。制限時間はあるがノルマを達成するとリセットされ、制限時間切れとなるまでゲームが継続する。このモードではアイテムを入手できない。